# Про Верчели
ФК Про Верчели 1892 е един от най-успешните италиански футболни отбори, печелейки 7 титли в периода между 1908 и 1922 година. Основан във Верчели, Пиемонт, отборът се състезава в Серия Б.

## История
Гимнастическо дружество Про Верчели е основано през 1892 година, а футболът е въведен в клуба през 1903 година. Първият си мач играе на 3 август 1903 година срещу отбора на Форца е Констанца (на български – „Сила и постоянство“) от Новара.
През 1908 година участва за пръв път в шампионата на Италия. Успехите не закъсняват и още същия сезон Про Верчели става шампион на Италия.

### Успех
През сезон 1908/09 Про Верчели също е шампион на Италия. Следващия сезон отборът отново се класира за финал, но поради неразбирателство с Италианската футболна федерация в знак на протест излиза с отбор от юноши и губи финала срещу Интернационале Милано.
Наричани лъвовете, поради своите прословути и не особено чисти опити за отнемане на топката, не им отнема дълго да докажат отново своето превъзходство в италианския футбол. В следващите сезони от 1910/11 до 1912/13 отборът е непобедим и записва безпрецедентните дотогава 3 поредни шампионски отличия.
През следващите 2 сезона Про Верчели не успява да достигне до финалната фаза, а от 1915 до 1919 година мачове не се играят, поради Първата световна война. През сезон 1919/20 отборът достига до полуфиналната групова фаза, но отпада.
Про Верчели отново е шампион през 1920/21. От следващия сезон обаче Италианската футболна федерация се разпада, а по-големите отбори сформират независимата Италианска футболна конфедерация. Про Верчели се включва в нея и достига до своята седма титла, която е и последната оттогава за клуба.

### Падение
От този сезон нататък Про Верчели бавно започва да запада. В началото на 30-те ярко впечатление прави талантът на един младеж – Силвио Пиола. Пиола дава огромен принос към клуба, отбелязвайки 51 гола в 127 мача за периода 1929 – 1934. През 1934 година под натиск на фашисткия режим Пиола преминава в Лацио, а Про Верчели изпада в Серия Б.
През сезон 1939/40 Про Верчели завършва на 18-о място в Серия Б и изпада в Серия Ц, където играе няколко сезона. От 1943 до 1945 година първенството не се провежда, заради Втората световна война. През следващите сезони Про Верчели успява да влезе в Серия Б през 1946/47, където завършва на 8-о място, но изпада през следващия сезон. През 1951/52 изпада в четвърта дивизия.

### Отново в Серия Б
В сезон 2011 – 12 в Серия Ц1, отбора успява да достигне до плейоф за класиране в Серия Б. Там срещат отбора на Капри и след победа с 3 – 1 и равенство 0 – 0, Про Верчели се завръща във второто ниво на италианския футбол след 64-годишно отсъствие.

## Стадион
Отборът играе домакинските си срещи на стадион „Силвио Пиола“ във Верчели. През 1998 година след смъртта на Пиола, Про Верчели преименува стадиона си Робиано на „Силвио Пиола“ в чест на нападателя.
Стадионът има 8000 седящи места, изцяло покрити с козирка.

## Успехи
- Шампион на Италия: 1908, 1909, 1910/11, 1911/12, 1912/13, 1920/21, 1921/22
  - Второ място: 1909/10

## Участия в националните шампионати
- Серия А – 6 участия (последно – 1934/35)
- Серия Б – 9 участия (последно – 1947/48)
- Серия Ц – 40 участия (последно – 2008/09)
- Серия Д – 21 участия (последно – 1993/94)

## Български футболисти
- Петко Христов: 2020/21 (наем) - (33 мача - 2 гола)